# La Plume empoisonnée
Pour les articles homonymes, voir La Plume empoisonnée (homonymie).
La Plume empoisonnée (titre original : The Moving Finger) est un roman policier d'Agatha Christie publié en juillet 1942 aux États-Unis, mettant notamment en scène Miss Marple. Il est publié en juin 1943 au Royaume-Uni et en 1949 en France.
Jerry Burton, blessé durant la bataille d'Angleterre, est en convalescence quelques mois avec sa sœur Joanna à Lymstock, petit village de la campagne anglaise. Les deux jeunes gens ont à peine le temps de faire la connaissance des pittoresques habitants, que des lettres anonymes commencent à diviser la petite communauté. Finalement, Mrs Symmington, l'épouse du notaire, se suicide après avoir reçu l'une de ces lettres. C'est alors que la femme du pasteur, la très énergique et excentrique Mrs Dane Calthrop, décide de faire appel à un « expert », en la personne de Miss Marple, qui vient discrètement séjourner chez elle et faire la lumière sur cette affaire.

## Personnages

### Les enquêteurs
- Jerry Burton, narrateur ;
- Le superintendant Nash et l'inspecteur Graves ;
- Miss Marple (qui n'intervient que tardivement, dans moins d'une douzaine de pages).

### Les victimes
- Mme Mona Symmington, qui s'est suicidée à la suite de la réception d'une lettre anonyme ;
- Agnes Woddell, jeune femme, femme de chambre chez les époux Symmington.

### Autres personnages
- Joanna Burton, sœur du narrateur ;
- Richard « Dick » Symmington, notaire du village ;
- Megan Hunter, fille orpheline du capitaine Hunter, hébergée chez les époux Symmington ;
- Elsie Holland, gouvernante des enfants Symmington ;
- Mme Cleat, vieille veuve du village, sorcière supposée, soupçonnée par certains habitants d'être l'émettrice des lettres anonymes ;
- M. Pye, amateur de meubles et bibelots de prix, « petit homme grassouillet » et efféminé ;
- Owen Griffith, médecin du village ;
- Aimée Griffith, sa sœur, vieille fille, habitante du village ;
- Révérend Caleb Dane Calthrop, pasteur du village ;
- Maud Dane Calthrop, son épouse ;
- Emily Barton, habitante du village, bailleur de Jerry et Joanna ;
- Colonel Appleton, habitant du village ;
- Mme Baker, habitante du village ;
- Beatrice Baker, sa fille ;
- Partridge, domestique chez Jerry et Joanna.

## Résumé

### Mise en place de l'intrigue (chapitres 1 à 4)
Le narrateur est Jerry Burton, aviateur britannique blessé dans le crash de son avion, sans doute durant la bataille d'Angleterre durant l'été 1940. Pour sa convalescence, il part séjourner quelques mois avec sa sœur Joanna à Lymstock, village imaginaire de la campagne anglaise, où il loue la villa Little Furze.
Les deux jeunes gens ont à peine le temps de faire la connaissance de toute une kyrielle de personnages pittoresques, typiques d'une vision « agatha-christienne » de la vie sociale dans la campagne anglaise, lorsqu'éclate une affaire de lettres anonymes émises par un « corbeau », bien évidemment odieuses, qui commencent à jeter le trouble et la division au sein de la petite communauté, tout le monde se disant : « Il n'y a pas de fumée sans feu… ».

### Le suicide deMmeSymmington (chapitres 5 à 7)
Sans qu'on s'y soit attendu, l'épouse du notaire, Mme Symmington, se suicide après avoir reçu l'une de ces lettres.
Une enquête a lieu : elle s'est suicidée entre 15 h et 16 h, et a laissé un message manuscrit indiquant ces seuls mots : « Ça n'est plus possible… ».
C'est alors que la femme du pasteur, la très énergique et excentrique Mme Dane Calthrop, décide de faire appel à un « expert », en la personne de Miss Marple, qui vient discrètement séjourner chez elle et débrouiller les fils de l'écheveau.
On apprend les noms de certaines personnes ayant reçu des lettres anonymes : outre Mme Symmington, le Dr Griffith, Mme Ginch, Mme Mudge, Mme Clark, Emily Barton. Les courriers contiennent des pages sur lesquelles des phrases ont été confectionnées avec des coupures de lettres d'imprimerie, issues d'un vieil ouvrage du début du XIXe siècle. Les adresses sur les enveloppes ont été tapées à l'aide d'une machine à écrire de type Windsor-7, qui est en accès libre à la Maison des femmes. Les policiers pensent que les lettres ont été rédigées et envoyées par une femme dotée d'un bon niveau socio-culturel.

### Le meurtre d'Agnes Woddell (chapitres 8 à 12)
Une semaine après le suicide de Mme Symmington, la jeune Agnes Woddell, femme de chambre chez les Symmington, téléphone à Partridge, la femme de chambre chez Jerry et Joanna, pour lui indiquer qu'elle va venir lui rendre visite l'après-midi : elle a un conseil à lui demander.
Néanmoins, Agnes ne se rend pas chez Partridge : elle est retrouvée morte, dans un placard à balai, par Megan. La jeune femme a reçu un coup sur l’arrière du crâne qui l'a tuée net.
Les enquêteurs pensent qu'Agnes, qui était dans la demeure des Symmington lorsque la lettre anonyme a été déposée en main propre par le corbeau, a pu le voir par la fenêtre et découvrir son identité. Elle aurait été tuée car elle était devenue un témoin gênant, en quelque sorte.

### Dénouement et révélations finales (chapitres 13 à 15)
Il s’avère que c’est finalement le Mr Symmington qui l’a tué, ainsi que sa servante
A noter qu’il a également tenté d’assassiner Megan.

## Commentaires

### Analyse
Tout en ne négligeant pas le côté criminel de l'affaire, Agatha Christie semble avoir voulu privilégier une sorte d'étude sociologique ou de peinture de mœurs, mâtinée de comédie sentimentale (avec les intrigues amoureuses respectives de Jerry Burton et de sa sœur Joanna). Le personnage de Miss Marple intervient pour dévoiler efficacement toutes les clefs de l'énigme.
Agatha Christie considère que c'est l'un de ses meilleurs romans.

### Titre du roman
Le roman tire son titre anglais, The Moving Finger, de la traduction par Edward FitzGerald du verset 51 des quatrains (en persan : رباعیات عمر خیام, Rubaiyat) du poète persan Omar Khayyam :
« The Moving Finger writes ; and, having writ,
Moves on : nor all thy Piety nor Wit
Shall lure it back to cancel half a Line,
Nor all thy Tears wash out a Word of it. »
— Omar Khayyam, Les Rubaiyat d'Omar Khayyám (verset 51)

« Le Doigt mouvant écrit et, ayant écrit,
Passe ; ni toute ta piété, ni tout ton esprit
Ne sauraient le tenter de revenir effacer la moitié d'une ligne,
Ni toutes tes Larmes n'en effaceraient pas un Mot. »
— Les Rubaiyat d'Omar Khayyám (verset 51)
Ce titre fait référence aux lettres anonymes qui stigmatisent à tour de rôle certains habitants du village. Dans le roman, il est fait état, en outre, que les adresses sur les enveloppes de ces lettres ont été tapées à la machine à écrire à l'aide d'un seul doigt, afin que leur auteur ne soit pas reconnu.

### Dédicace
Le roman est dédié à « Sydney et Mary Smith ».

## Éditions
anglaises
- (en) The Moving Finger, New York, Dodd, Mead and Company, juillet 1942, 229 p.
- (en) The Moving Finger, Londres, Collins Crime Club, juin 1943, 160 p.

françaises
- La Plume empoisonnée  (trad. Michel Le Houbie), Paris, Librairie des Champs-Élysées, coll. « Le Masque » (no 371), 1949, 255 p. (BNF 31945465)
- La Plume empoisonnée (trad. Élise Champon), dans : L'Intégrale - Agatha Christie  (préf. Jacques Baudou), t. 7 : Les années 1940-1944, Paris, Librairie des Champs-Élysées, coll. « Les Intégrales du Masque », 1994, 1170 p. (ISBN 2-7024-2240-3, BNF 35627675)

Il est étonnant de voir que le contenu des deux éditions anglo-saxonnes diffère notablement : la version américaine, plus courte, voit disparaître plusieurs scènes et plusieurs personnages secondaires auxquels il est pourtant fait allusion dans l'histoire publiée. Ce n'est qu'en 1953 que l'anomalie fut révélée, lors d'une réimpression du livre par Penguin Books à partir d'une édition américaine, la version anglaise ayant disparu pendant la guerre. L'explication admise est que « les éditeurs américains avaient travaillé à partir d'un exemplaire utilisé par Colliers Magazine, qui avait effectué des coupes dans le roman avant de le publier en feuilleton ».

## Adaptations
- 1958 : La Plume empoisonnée, pièce radiophonique de Pierre Billard, adaptée par Hélène Misserly et diffusée sur France Inter, avec Denise Gence de la Comédie-Française donnant sa voix à Miss Marple ;
- 1986 : La Plume empoisonnée (The Moving Finger), téléfilm de la série britannique Miss Marple de BBC One, avec Joan Hickson dans le rôle de Miss Marple ;
- 2006 : La Plume empoisonnée (The Moving Finger), téléfilm de la série britannique Miss Marple d'ITV, avec Geraldine McEwan dans le rôle de Miss Marple ;
- 2006 : The Moving Finger, feuilleton radiophonique de BBC Radio 4, avec June Whitfield donnant sa voix à Miss Marple ;
- 2009 : La Plume empoisonnée, téléfilm de la série française Les Petits Meurtres d'Agatha Christie de France 2 (épisode 1.03). Le personnage de Miss Marple y est absent, remplacé par le duo d'enquêteurs Larosière-Lampion joués par Antoine Duléry et Marius Colucci.

Si Agatha Christie a un temps envisagé une adaptation de La Plume empoisonnée pour la scène, elle semble y avoir renoncé à cause de la nécessité de multiples décors.